# Regnträdets land
Regnträdets land är en amerikansk film från 1957 i regi av Edward Dmytryk. Det är en filmatisering av Ross Lockridge, Jr.s bok med samma namn. Filmen nominerades till fyra Oscar, däribland Elizabeth Taylor för bästa kvinnliga huvudroll. Under produktionen råkade huvudrollsinnehavaren Montgomery Clift ut för en allvarlig bilolycka som han aldrig helt hämtade sig ifrån.

## Rollista
- Montgomery Clift - John Wickliff Shawnessy
- Elizabeth Taylor - Susanna Drake Shawnessy
- Eva Marie Saint - Nell Gaither
- Nigel Patrick - Jerusalem Webster Stiles
- Lee Marvin - Orville 'Flash' Perkins
- Rod Taylor - Garwood B. Jones
- Agnes Moorehead - Ellen Shawnessy
- Walter Abel - T.D. Shawnessy